# 菲利普·格雷厄姆
菲利普·格雷厄姆（英語：Philip Leslie Graham，1915年7月18日—1963年8月3日）美国新闻工作者。他曾担任《华盛顿邮报》及其母公司华盛顿邮报公司的出版商，后来成为其共同所有人。在邮报任职期间，格雷厄姆使《华盛顿邮报》从苦苦挣扎的地方报纸发展成为全国性出版物，邮报的业务也扩展到持有其他报纸以及广播电台和电视台。他与《华盛顿邮报》前老板尤金·迈耶的女儿凯萨琳·格雷厄姆结婚。格雷厄姆患有躁郁症，于1963年自杀身亡，之后凯瑟琳接任出版商，成为首批掌管美国主要报纸的女性之一。儿子唐纳德·格雷厄姆。